# Theo Hinrichs
Theodor Conrad Hinrichs (* 4. Dezember 1862 in Groß-Scheep; † 28. Oktober 1944 in Langewiesen) war ein deutscher Fabrikbesitzer und Politiker (NLP).

## Leben
Hinrichs war der Sohn des Gutsbesitzers Ico Bernhard Thomsen Hinrichs und dessen Ehefrau Helena Gerhardine geborene Cornelsen. Er war evangelisch-lutherischer Konfession und heiratete am 23. Oktober 1886 in Chicago Helene Katharine Hüfner (* 19. Mai 1866 in Jever; † 26. Dezember 1947 in Langewiesen), die Tochter eines Organisten.
Hinrichs war bis Anfang 1905 Prokurist und ab 1916 Inhaber der Porzellanfirma Oscar Schlegelmilch.
Vom 23. November 1916 (als Nachfolger von Hermann Heinemann) bis zum 26. Januar 1919 war er Abgeordneter im Landtag des Fürstentums Schwarzburg-Sondershausen.